# Eunan O'Kane
Eunan Charles O'Kane, né le 10 juillet 1990 à Derry (Irlande du Nord), est un footballeur international irlandais qui évolue au poste de milieu de terrain à Luton Town.

## Biographie
Le 31 août 2016 il rejoint Leeds United.
Le 31 août 2018, il rejoint Luton Town.
Le 30 janvier 2020, il rejoint Luton Town.

## Palmarès
- AFC Bournemouth
  - Football League Championship (D2)
    - Champion : 2015